# Xăm Khòe
Xăm Khòe là một xã thuộc huyện Mai Châu, tỉnh Hòa Bình, Việt Nam.
Xã Xăm Khòe có diện tích 25,13 km², dân số năm 1999 là 2718 người, mật độ dân số đạt 108 người/km².
Dân cư sinh sống trên địa bàn xã chủ yếu là người Thái và người Kinh.